# Richard Herbert
Richard Herbert (Pontypool, 15 juni 1969 - Pontypool, 22 februari 2012) was een Welsh darts speler.
Herbert speelde op de BDO World Professional Darts Championship in 1994 maar verloor in de eerste ronde. Hij verloor van Martin Phillips met 3-2. Herbert speelde ook drie keer op de Winmau World Masters. In 1997 won hij van Stefan Nagy uit Zweden en van landgenoot Marshall James. In de kwartfinale verloor hij van Ronnie Baxter uit Engeland. In 2001 verloor hij al vroeg in het toernooi van Wayne Mardle uit Engeland. In 2002 verloor hij van landgenoot Alan Reynolds. Op de WDF World Cup 1999 won hij het koppeltoernooi samen met Ritchie Davies.
Richard Herbert overleed op 22 februari 2012 aan een longontsteking.

## Resultaten op Wereldkampioenschappen

### BDO
- 1994: Laatste 32 (verloren van Martin Phillips met 2-3)

### WDF
- 1999: Laatste 64 (verloren van Peter Johnstone met 1-4)
- 2001: Laatste 128 (verloren van Stephen McDonnell met 1-4)